# Kdeaccessibility
kdeaccessibility是一個提供能够辅助系统操作的工具的軟體包。為了讓某些身體殘障的用戶有更易用的操作環境。

## 軟體列表
- KMag：屏幕放大鏡。提供鼠标跟随、窗口跟随、全屏三种放大模式
- KMouseTool：鼠標按鈕點擊的辅助軟件，可以启用智能拖动、點擊音等额外功能
- KMouth：语音合成前端，使用對照字典的語音輸出模式。
- ksayit：语音合成前端
- kttsd：KDE Text-to-Speech System（文本語音轉換系統）的核心部分。

## 外部連結
- KDE 無障礙環境計劃首頁
- kdeaccessibility 組件使用手冊 （页面存档备份，存于）